# Зусенко
Зусенко (пол. Zusenko) — село в Польщі, у гміні Пшеросль Сувальського повіту Підляського воєводства.
Населення — 49 осіб (2011).
У 1975-1998 роках село належало до Сувальського воєводства.

## Демографія
Демографічна структура станом на 31 березня 2011 року:
|          | Загалом | Допрацездатний вік | Працездатний вік | Постпрацездатний вік |
| -------- | ------- | ------------------ | ---------------- | -------------------- |
| Чоловіки | 25      | 6                  | 13               | 6                    |
| Жінки    | 24      | 5                  | 14               | 5                    |
| Разом    | 49      | 11                 | 27               | 11                   |